# Casa Arimon
La casa Arimon és una casa de Sabadell propietat de la família burgesa Arimon, dissenyada per l'arquitecte Josep Renom i Costa i bastida l'any 1858, durant el període modernista, al carrer d'Arimon núm. 24, la qual anys més tard fou radicalment transformada entre 1911 i 1929. L'any 1941 va comprar la casa la família Garcia-Planas, que encara en manté la propietat.

## Arquitectura
Es tracta d'un casal de construcció postmodernista de planta baixa, pis, golfes i torre quadrada. L'estructura de l'edifici és entre parets mitgeres, de planta i pis, té secció rectangular i una teulada sobre la qual s'aixeca una torratxa de secció també rectangular. En destaca la porta de la façana, oberta en arc trilobulat, i els treballs de ferro forjat de totes les reixes de les finestres i balcons.
A la reforma del 1911 hi van treballar els millors tallers de l'època. Hi destaquen els vitralls, influïts pels del Palau de la Música Catalana i molt probablement obra del taller Rigalt i Granell. Els esgrafiats exteriors i interiors són del taller Butsems i Fradera. I el ferro forjat, del taller Ballarín.

## Actualitat
El 9 d'octubre del 2008 la casa va tornar a obrir les portes després de vuit anys d'un procés de rehabilitació d'espais i restauració d'estructures i acabats. L'edifici va ser restaurat i equipat d'un centre integral de salut, bellesa i benestar que es deia Arimon Centre Wellness. Els promotors d'aquest projecte són Marosa Garcia-Planas i Jordi Bertran.

## Galeria d'imatges

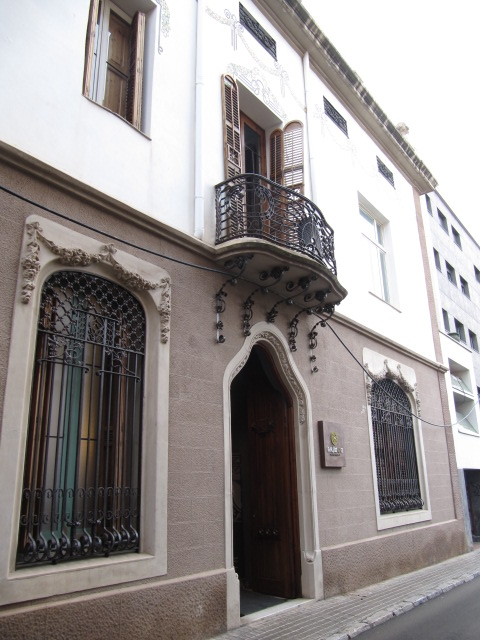
Façana
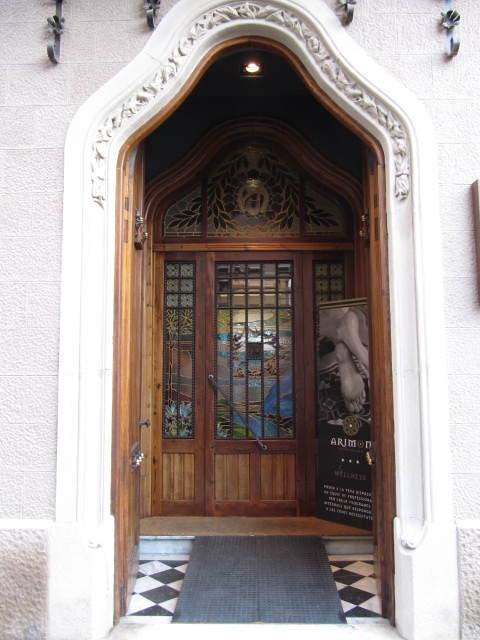
Entrada
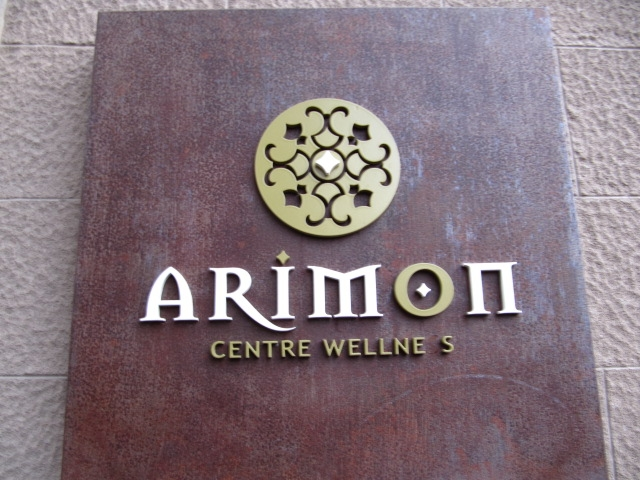
Placa moderna del Centre Wellness
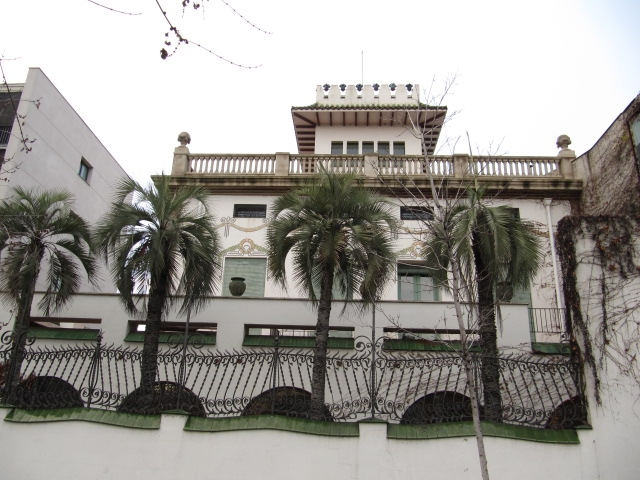
Des de la Gran Via
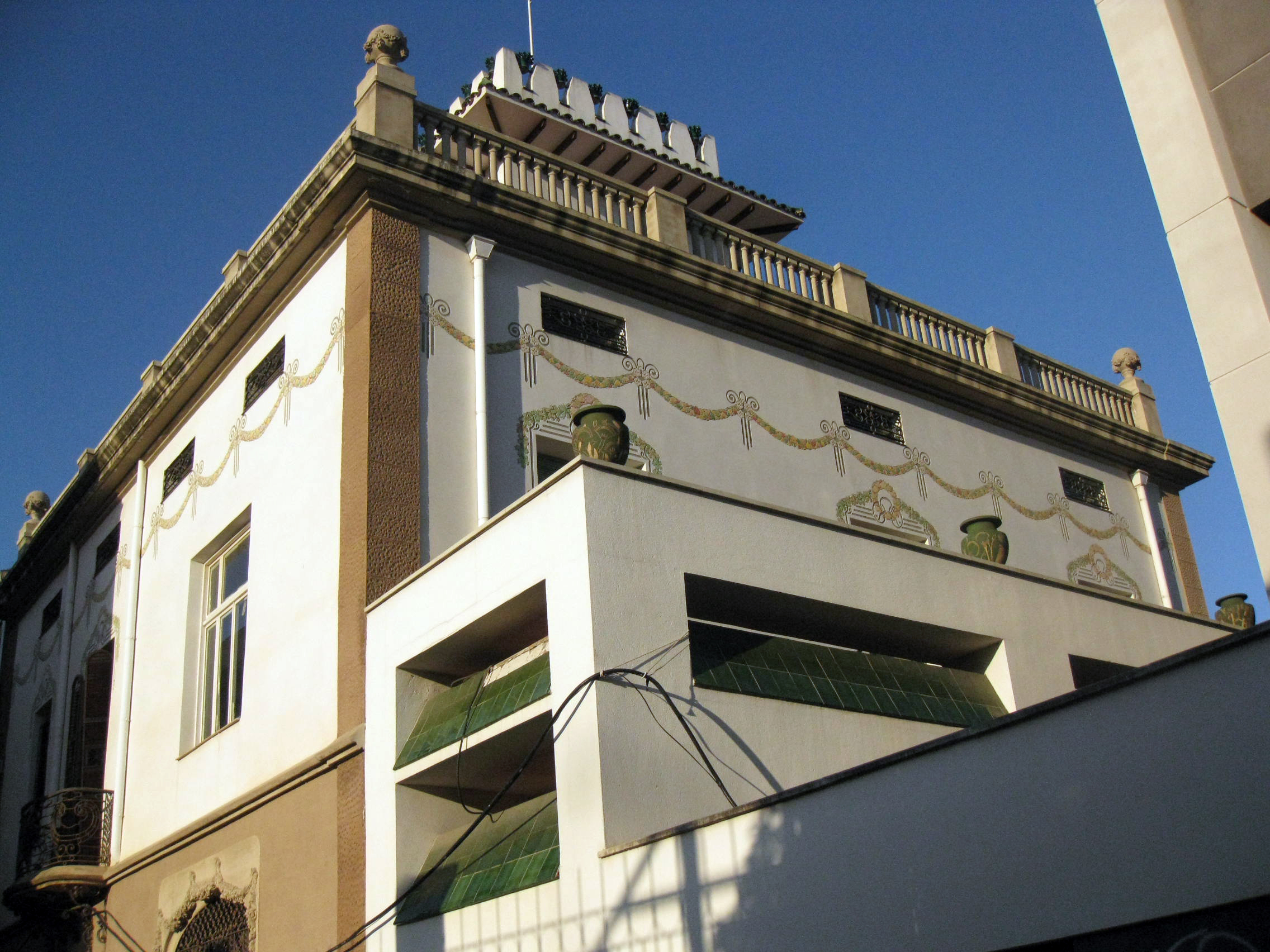
Vista lateral de la façana del carrer d'Arimon